# Tour of the Alps 2025
Il Tour of the Alps 2025, quarantottesima edizione della corsa, valida come diciannovesima prova dell'UCI ProSeries 2025 categoria 2.Pro, si svolse in cinque tappe dal 21 al 25 aprile 2025 su un percorso di 746,9 km, con partenza da San Lorenzo Dorsino in Italia ed arrivo a Lienz, in Austria. La vittoria fu appannaggio dell'australiano Michael Storer, il quale completò il percorso in 19h48'08", alla media di 37,63 km/h, precedendo l'olandese Thymen Arensman ed il canadese Derek Gee.
Accreditati alla partenza 102 ciclisti.

## Tappe
| Tappa  | Data      | Percorso                                  | km    | Vincitore di tappa | Leader cl. generale |
| ------ | --------- | ----------------------------------------- | ----- | ------------------ | ------------------- |
| 1ª     | 21 aprile | San Lorenzo Dorsino > San Lorenzo Dorsino | 148,5 | Giulio Ciccone     | Giulio Ciccone      |
| 2ª     | 22 aprile | Mezzolombardo > Vipiteno                  | 178   | Michael Storer     | Michael Storer      |
| 3ª     | 23 aprile | Vipiteno > San Candido                    | 145,5 | Marco Frigo        | Michael Storer      |
| 4ª     | 24 aprile | Sillian (AUT) > Obertilliach (AUT)        | 162,7 | Thymen Arensman    | Thymen Arensman     |
| 5ª     | 25 aprile | Lienz (AUT) > Lienz (AUT)                 | 112,2 | Nicolas Prodhomme  | Michael Storer      |
| Totale | Totale    | Totale                                    | 746,9 |                    |                     |

## Squadre e corridori partecipanti
| N.    | Cod. | Squadra                         |
| ----- | ---- | ------------------------------- |
| 1-7   | LTK  | Lidl-Trek                       |
| 11-16 | TBV  | Bahrain Victorious              |
| 21-26 | TPP  | Team Picnic PostNL              |
| 31-37 | RBH  | Red Bull-Bora-Hansgrohe         |
| 41-45 | JAY  | Team Jayco AlUla                |
| 51-57 | IGD  | Ineos Grenadiers                |
| 61-66 | DAT  | Decathlon AG2R La Mondiale Team |
| 71-75 | EFE  | EF Education-EasyPost           |

| N.      | Cod. | Squadra                       |
| ------- | ---- | ----------------------------- |
| 81-87   | IPT  | Israel-Premier Tech           |
| 91-96   | TUD  | Tudor Pro Cycling Team        |
| 101-107 | VBF  | VF Group-Bardiani CSF-Faizanè |
| 111-117 | PTV  | Team Polti VisitMalta         |
| 121-127 | TFT  | Solution Tech Vini Fantini    |
| 131-137 | VBG  | Team Vorarlberg               |
| 141-147 | JCL  | JCL Team Ukyo                 |
| 151-156 | AUT  | Austria                       |

## Dettagli delle tappe

### 1ª tappa
- 21 aprile: San Lorenzo Dorsino > San Lorenzo Dorsino - 148,5 km

Risultati
| Pos. | Corridore      | Squadra   | Tempo    |
| ---- | -------------- | --------- | -------- |
| 1    | Giulio Ciccone | Lidl      | 3h42'10" |
| 2    | Felix Gall     | Decathlon | s.t.     |
| 3    | Paul Seixas    | Decathlon | s.t.     |

| Pos. | Corridore      | Squadra   | Tempo    |
| ---- | -------------- | --------- | -------- |
| 1    | Giulio Ciccone | Lidl      | 3h42'00" |
| 2    | Felix Gall     | Decathlon | a 4"     |
| 3    | Paul Seixas    | Decathlon | a 6"     |

### 2ª tappa
- 22 aprile: Mezzolombardo > Vipiteno - 178 km

Risultati
| Pos. | Corridore      | Squadra   | Tempo    |
| ---- | -------------- | --------- | -------- |
| 1    | Michael Storer | Tudor     | 5h00'02" |
| 2    | Paul Seixas    | Decathlon | a 41"    |
| 3    | Romain Bardet  | Picnic    | s.t.     |

| Pos. | Corridore      | Squadra   | Tempo    |
| ---- | -------------- | --------- | -------- |
| 1    | Michael Storer | Tudor     | 8h42'02" |
| 2    | Paul Seixas    | Decathlon | a 41"    |
| 3    | Giulio Ciccone | Lidl      | s.t.     |

### 3ª tappa
- 23 aprile: Vipiteno > San Candido - 145,5 km

Risultati
| Pos. | Corridore   | Squadra  | Tempo    |
| ---- | ----------- | -------- | -------- |
| 1    | Marco Frigo | Israel   | 3h47'10" |
| 2    | Jai Hindley | Red Bull | a 19"    |
| 3    | Derek Gee   | Israel   | s.t.     |

| Pos. | Corridore      | Squadra   | Tempo     |
| ---- | -------------- | --------- | --------- |
| 1    | Michael Storer | Tudor     | 12h29'31" |
| 2    | Giulio Ciccone | Lidl      | a 41"     |
| 3    | Paul Seixas    | Decathlon | s.t.      |

### 4ª tappa
- 24 aprile: Sillian (AUT) > Obertilliach (AUT) - 162,7 km

Risultati
| Pos. | Corridore       | Squadra | Tempo    |
| ---- | --------------- | ------- | -------- |
| 1    | Thymen Arensman | Ineos   | 4h17'04" |
| 2    | Derek Gee       | Israel  | a 1'18"  |
| 3    | Michael Storer  | Tudor   | a 1'23"  |

| Pos. | Corridore       | Squadra | Tempo     |
| ---- | --------------- | ------- | --------- |
| 1    | Thymen Arensman | Ineos   | 16h47'43" |
| 2    | Michael Storer  | Tudor   | a 11"     |
| 3    | Derek Gee       | Israel  | a 2'15"   |

### 5ª tappa
- 25 aprile: Lienz (AUT) > Lienz (AUT) - 112,2 km

Risultati
| Pos. | Corridore         | Squadra   | Tempo    |
| ---- | ----------------- | --------- | -------- |
| 1    | Nicolas Prodhomme | Decathlon | 2h58'54" |
| 2    | Paul Seixas       | Decathlon | s.t.     |
| 3    | Emil Herzog       | Red Bull  | a 29"    |

| Pos. | Corridore       | Squadra | Tempo     |
| ---- | --------------- | ------- | --------- |
| 1    | Michael Storer  | Tudor   | 19h48'08" |
| 2    | Thymen Arensman | Ineos   | a 1'33"   |
| 3    | Derek Gee       | Israel  | a 4'07"   |

## Evoluzione delle classifiche
| Tappa              | Vincitore          | Classifica generale Maglia verde | Classifica scalatori Maglia azzurra | Classifica a punti Maglia rossa | Classifica giovani Maglia bianca | Classifica a squadre            |
| ------------------ | ------------------ | -------------------------------- | ----------------------------------- | ------------------------------- | -------------------------------- | ------------------------------- |
| 1ª                 | Giulio Ciccone     | Giulio Ciccone                   | Finlay Pickering                    | Giulio Ciccone                  | Paul Seixas                      | VF Group-Bardiani CSF-Faizanè   |
| 2ª                 | Michael Storer     | Michael Storer                   | Finlay Pickering                    | Giulio Ciccone                  | Paul Seixas                      | VF Group-Bardiani CSF-Faizanè   |
| 3ª                 | Marco Frigo        | Michael Storer                   | Finlay Pickering                    | Giulio Ciccone                  | Paul Seixas                      | Decathlon AG2R La Mondiale Team |
| 4ª                 | Thymen Arensman    | Thymen Arensman                  | Finlay Pickering                    | Giulio Ciccone                  | Max Poole                        | Israel-Premier Tech             |
| 5ª                 | Nicolas Prodhomme  | Michael Storer                   | Finlay Pickering                    | Paul Seixas                     | Max Poole                        | Israel-Premier Tech             |
| Classifiche finali | Classifiche finali | Michael Storer                   | Finlay Pickering                    | Paul Seixas                     | Max Poole                        | Israel-Premier Tech             |

Maglie indossate da altri ciclisti in caso di due o più maglie vinte
- Nella 2ª tappa Felix Gall ha indossato la maglia azzurra al posto di Giulio Ciccone.

## Classifiche finali

### Classifica generale - Maglia verde
| Pos. | Corridore          | Squadra   | Tempo     |
| ---- | ------------------ | --------- | --------- |
| 1    | Michael Storer     | Tudor     | 19h48'08" |
| 2    | Thymen Arensman    | Ineos     | a 1'33"   |
| 3    | Derek Gee          | Israel    | a 4'07"   |
| 4    | Giulio Ciccone     | Lidl      | a 5'09"   |
| 5    | Felix Gall         | Decathlon | a 5'13"   |
| 6    | Damiano Caruso     | Bahrain   | a 5'33"   |
| 7    | Max Poole          | Picnic    | a 6'06"   |
| 8    | Jai Hindley        | Red Bull  | a 6'09"   |
| 9    | Matthew Riccitello | Israel    | a 6'33"   |
| 10   | Romain Bardet      | Picnic    | a 6'46"   |

### Classifica scalatori - Maglia azzurra
| Pos. | Corridore        | Squadra   | Punti |
| ---- | ---------------- | --------- | ----- |
| 1    | Finlay Pickering | Bahrain   | 34    |
| 2    | Koen Bouwman     | Jayco     | 22    |
| 3    | Marco Frigo      | Israel    | 16    |
| 4    | Paul Seixas      | Decathlon | 16    |
| 5    | Fran Miholjević  | Bahrain   | 14    |

### Classifica a punti - Maglia rossa
| Pos. | Corridore       | Squadra   | Punti |
| ---- | --------------- | --------- | ----- |
| 1    | Paul Seixas     | Decathlon | 63    |
| 2    | Michael Storer  | Tudor     | 47    |
| 3    | Giulio Ciccone  | Lidl      | 45    |
| 4    | Thymen Arensman | Ineos     | 37    |
| 5    | Derek Gee       | Israel    | 36    |

### Classifica giovani - Maglia bianca
| Pos. | Corridore          | Squadra   | Tempo     |
| ---- | ------------------ | --------- | --------- |
| 1    | Max Poole          | Picnic    | 19h54'14" |
| 2    | Matthew Riccitello | Israel    | a 27"     |
| 3    | Davide Piganzoli   | Polti     | a 53"     |
| 4    | Paul Seixas        | Decathlon | a 2'06"   |
| 5    | Emil Herzog        | Red Bull  | a 30'33"  |

### Classifica a squadre
| Pos. | Squadra                         | Tempo     |
| ---- | ------------------------------- | --------- |
| 1    | Israel-Premier Tech             | 59h55'45" |
| 2    | Team Jayco AlUla                | a 2'42"   |
| 3    | Decathlon AG2R La Mondiale Team | a 4'01"   |
| 4    | Lidl-Trek                       | a 18'58"  |
| 5    | Team Picnic PostNL              | a 21'40"  |